# Sextus Roscius
Sextus Roscius, auch Sextus Rosius der Jüngere, war ein in Ameria lebender römischer Bürger. Bekanntheit erlangte er durch den Prozess gegen ihn wegen Vatermordes und Unterschlagung, bei der er 80 v. Chr. von dem erst 26-jährigen Marcus Tullius Cicero verteidigt wurde.

## Leben
Sextus Roscius arbeitete als Landwirt in Ameria (Umbrien), wo er als wohlhabender Mann über umfangreiche Ländereien verfügte. Als sein gleichnamiger Vater Sextus Roscius (der Ältere) in Rom, als er vom Abendessen zu den Pallacinischen Bädern zurückkehrte, ermordet wurde, fiel der Verdacht auf Sextus Roscius und er wurde des Vatermordes und der Unterschlagung angeklagt. Daraufhin floh er von Ameria nach Rom, wo er einflussreiche Freunde (darunter vermutlich Caecilia Metella Balearica) hatte, die ihn schützten und den jungen Anwalt Cicero dazu überredeten, für Sextus Roscius die Verteidigung zu übernehmen.
Cicero stellte in seiner Verteidigungsrede Pro Sexto Roscio Amerino Lucius Cornelius Chrysogonus, einen Günstling des Diktators Sulla, der das Landgut des Sextus Roscius für 2000 Sesterzen (Wert war es 6.000.000 Sesterzen) gekauft hatte, als Nutznießer der vorgeschobenen Anklage dar. Außerdem habe er mit Titus Roscius Capito und Titus Roscius Magnus kooperiert, die aufgrund von Vermögensstreitigkeiten mit dem jungen Sextus Roscius verfeindet waren und unmittelbar nach Chrysogonus’ Kauf von diesem als Verwalter eingesetzt worden waren.
Denn obwohl Sulla die Proskriptionen bereits beendet hatte, tauchte im Nachhinein der Name des Sextus Roscius (senior) auf einer dieser Listen auf, was es möglich gemacht hätte, sein Landgut zu konfiszieren und zu versteigern. Cicero erkannte dies und nutzte es geschickt für seine Rede gegen Chrysogonus' Ankläger Erucius. Der Prozess brachte Cicero großen Ruhm, Sextus Roscius wurde von allen Vorwürfen freigesprochen.
Über Sextus Roscius weiteres Leben ist nichts bekannt. Am wahrscheinlichsten ist wohl, dass er nach Ameria zurückkehrte und weiter als Landwirt arbeitete.